# Album vàng 2010
Album vàng 2010 là mùa thứ tư và cũng là mùa cuối cùng của chương trình giải thưởng âm nhạc Album vàng do Cát Tiên Sa và Đài Truyền hình Thành phố Hồ Chí Minh phối hợp sản xuất.
Chương trình diễn ra từ ngày 14 tháng 6 năm 2010 đến 13 tháng 6 năm 2011 và được phát sóng chính thức trên kênh HTV7 của Đài Truyền hình Thành phố Hồ Chí Minh.

## Thể lệ
Thay vì chú trọng vào sự sáng tạo của các nghệ sĩ và nhà sản xuất, tiêu chí chấm giải của mùa này được mở rộng với ý tưởng thiết kế bìa album, chất lượng nghệ thuật, biên tập nội dung, chất lượng âm thanh, hòa âm phối khí và sự thể hiện của ca sĩ. Ngoài doanh thu thì sức ảnh hưởng của album tới khán giả cũng là tiêu chí quan trọng cho giải thưởng của năm.
Bên cạnh ba giải thưởng chính Album nghệ thuật xuất sắc do Hội đồng nghệ thuật bình chọn, Album được yêu thích do khán giả bình chọn và Ca sĩ thể hiện hiệu quả, Album vàng 2010 có thêm các hạng mục không cố định gồm: Ý tưởng thiết kế, Hòa âm – phối khí và Sáng tạo nghệ thuật đặc biệt, các hạng mục này có thể được trao giải hoặc không tùy vào chất lượng các album của từng tháng. Tiêu chí đạt giải Album nghệ thuật xuất sắc của tháng được Ban tổ chức đặt ra là phải nhận được trên 70% tổng số phiếu của Hội đồng nghệ thuật, nhưng vì số lượng thành viên Hội đồng khá đông khiến xác suất nhận được lượng phiếu trên trở nên không khả thi, tiêu chí sau đó đã được giảm xuống còn 50–60% (tương đương từ 8 đến 10 phiếu).
Giá trị giải thưởng Album vàng mùa này cũng cao hơn so với những năm trước, với các mức 30 triệu đồng cho Album nghệ thuật xuất sắc tháng, 10 triệu cho Album được yêu thích của tháng và 5 triệu cho Ca sĩ thể hiện hiệu quả. Phần nhận xét của Hội đồng nghệ thuật cũng được đổi mới với ba thành viên đại diện lên sân khấu trò chuyện trực tiếp với nghệ sĩ có đề cử, các nghệ sĩ cũng sẽ tiết lộ về quá trình sản xuất album của họ.

## Tổ chức
Hội đồng nghệ thuật có tất cả 16 thành viên, gồm 8 nhạc sĩ, 7 nhà báo và đại diện đơn vị tổ chức. Số lượng thành viên Hội đồng sau đó rút xuống còn 15 người, trong đó có một số nhạc sĩ mới tham gia vai trò này như Trần Tiến, Nguyễn Cường, Tuấn Khanh, Minh Châu, Nguyễn Đức Trung. Trong các buổi liveshow, mỗi ca sĩ sẽ trình diễn hai ca khúc trong album đề cử.
Album vàng 2010 thu hút 230 album tham gia, 55 album được chọn vào vòng đề cử và được giới thiệu trong 11 liveshow. Trong đó có 12 album đã nhận các giải thưởng quan trọng trong tháng là Album nghệ thuật xuất sắc, Album được yêu thích, và Album ấn tượng được đi tiếp vào vòng trao giải của năm.

## Liveshow tháng

### Tháng 6
Liveshow đầu tiên được tổ chức vào tối ngày 14 tháng 6 năm 2010 tại Nhà hát Truyền hình Đài Truyền hình Thành phố Hồ Chí Minh. Vì không có album nào đạt quá 50% bình chọn của Hội đồng nghệ thuật nên hạng mục Album nghệ thuật xuất sắc không được trao thưởng. Các ca sĩ khách mời của chương trình gồm Đàm Vĩnh Hưng, Phan Đinh Tùng và Đinh Mạnh Ninh.

Hà Anh Tuấn

| Giải thưởng               | Album                  | Nghệ sĩ đề cử   | Chú thích    |
| ------------------------- | ---------------------- | --------------- | ------------ |
| Album nghệ thuật xuất sắc | Không trao giải        | Không trao giải | [ 2 ] [ 15 ] |
| Album được yêu thích      | Người thứ 3            | Thanh Thảo      | [ 2 ] [ 15 ] |
| Album ấn tượng            | Made in Mai Khoi       | Mai Khôi        | [ 2 ] [ 15 ] |
| Album ấn tượng            | Acous’84               | Hà Anh Tuấn     | [ 2 ] [ 15 ] |
| Top 5                     | Đêm qua em mơ thấy anh | Maya            | [ 2 ] [ 15 ] |
| Top 5                     | Nhớ                    | Hồ Trung Dũng   | [ 2 ] [ 15 ] |
| Ca sĩ trình diễn hay nhất | Hà Anh Tuấn            | Hà Anh Tuấn     | [ 7 ] [ 15 ] |

Danh sách ca khúc biểu diễn
| STT | Nhan đề                               | Sáng tác           | Thể hiện                              | Thời lượng |
| --- | ------------------------------------- | ------------------ | ------------------------------------- | ---------- |
| 1.  | "Đêm qua em mơ thấy anh"              | Huy Tuấn           | Maya và Đinh Mạnh Ninh                |            |
| 2.  | "Về nơi bình yên"                     | Thành Vương        | Maya                                  |            |
| 3.  | "Còn lại gì khi vắng em"              | Hồ Trung Dũng      | Hồ Trung Dũng                         |            |
| 4.  | "Nhớ"                                 | Trịnh Nam Sơn      | Hồ Trung Dũng                         |            |
| 5.  | "Music is my life( Tình yêu đời tôi)" | Mai Khôi           | Mai Khôi                              |            |
| 6.  | "Việt Nam"                            | Mai Khôi           | Mai Khôi                              |            |
| 7.  | "Thế thôi"                            | Dương Trường Giang | Hà Anh Tuấn                           |            |
| 8.  | "Chới với tôi ru tôi"                 | Hồ Hoài Anh        | Hà Anh Tuấn và Tuấn Khanh (Microwave) |            |
| 9.  | "Người thứ 3"                         | Minh Vy            | Thanh Thảo                            |            |
| 10. | "Tình đắn đo"                         | Minh Vy            | Thanh Thảo                            |            |

### Tháng 7
Liveshow thứ 2 được tổ chức tối ngày 12 tháng 7 năm 2010 tại Nhà hát Truyền hình, Đài Truyền hình Thành phố Hồ Chí Minh. Cũng như liveshow trước, chương trình lần này không có album nào giành giải Album nghệ thuật xuất sắc. Chuyên mục Album đầu tay có khách mời là ca sĩ Xuân Nghi với album Xuân Nghi 16. Các khách mời của chương trình gồm có Hồ Quỳnh Hương, Cao Thái Sơn, Bảo Thy, Xuân Nghi, Phương Uyên, Lê Minh và Đức Tuấn. Đại diện Hội đồng nghệ thuật gồm có nhà báo Dạ Ly của báo Thanh Niên và hai nhạc sỹ Nguyễn Ngọc Thiện và Nguyễn Đức Trung.
| Giải thưởng               | Album                   | Nghệ sĩ đề cử   | Chú thích     |
| ------------------------- | ----------------------- | --------------- | ------------- |
| Album nghệ thuật xuất sắc | Không trao giải         | Không trao giải | [ 16 ] [ 19 ] |
| Album được yêu thích      | Hà Nội trong tôi        | Quang Hà        | [ 16 ] [ 19 ] |
| Album ấn tượng            | Hà Nội trong tôi        | Quang Hà        | [ 16 ] [ 19 ] |
| Top 5                     | A&A                     | Nguyễn Hồng Ân  | [ 16 ] [ 19 ] |
| Top 5                     | Câu chuyện…             | Hoài Phương     | [ 16 ] [ 19 ] |
| Top 5                     | Bay giữa Ngân Hà        | Nam Cường       | [ 16 ] [ 19 ] |
| Top 5                     | Nhật ký một chuyện tình | Thanh Ngọc      | [ 16 ] [ 19 ] |
| Ca sĩ trình diễn hay nhất | Thanh Ngọc              | Thanh Ngọc      | [ 16 ] [ 19 ] |

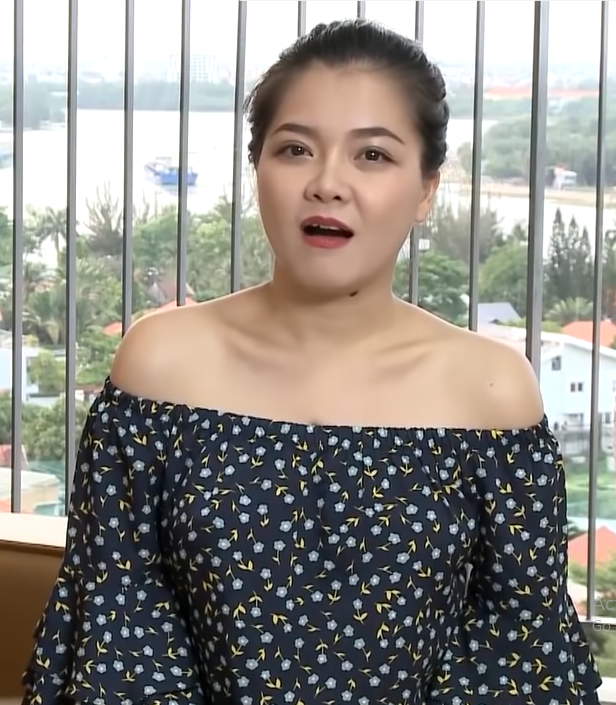
Thanh Ngọc

Các album tham gia liveshow này không được đánh giá cao, âm nhạc của Bay giữa Ngân Hà thì "quá dễ dãi", album này cũng được phát từ cuối năm 2009 và gần như không còn nhận được sự cú ý của khán giả. Nhật ký một chuyện tình với những ca khúc "có giai điệu na ná nhau", còn Câu chuyện… là album đầu tay của Hoài Phương nên chưa có nét riêng với những ca khúc ở đủ mọi thể loại. Album A&A của Hồng Ân được đánh giá là khá nhất trong 5 album nhưng chất nhạc lại không mới mẻ và cách thể hiện chưa hoàn chỉnh. Hà Nội trong tôi của Quang Hà lại có nội dung không mới, nhiều ca sĩ đi trước cũng từng có các album về Hà Nội.

### Tháng 8
Liveshow thứ 3 được tổ chức tối ngày 9 tháng 8 năm 2010 tại Nhà hát Truyền hình, Đài Truyền hình Thành phố Hồ Chí Minh. Một lần nữa hạng mục Album nghệ thuật xuất sắc không có người chiến thắng. Mặc dù được đánh giá là có album xuất sắc và khả năng hát live tốt nhất trong 5 đề cử nhưng Hoàng Nhật Minh lại để mất giải vào tay ca sĩ được đánh giá thấp là Bảo Thy. Một ca sĩ khác là Dương Triệu Vũ bị đánh giá có giọng hát không được tốt như Hoàng Nhật Minh, khả năng biểu diễn cũng không được như Maya nhưng lại bất ngờ có được hai giải Album ấn tượng và Ca sĩ trình diễn hay nhất. Nguyễn Ngọc Thiện đánh giá album của Dương Triệu Vũ biên tập chưa được ổn vì không thể hiện được một chủ đề cụ thể. Các ca sĩ khách mời của liveshow gồm có Lam Trường, Thủy Tiên, Noo Phước Thịnh và Trúc Diễm.
| Giải thưởng               | Album             | Nghệ sĩ đề cử   | Chú thích     |
| ------------------------- | ----------------- | --------------- | ------------- |
| Album nghệ thuật xuất sắc | Không trao giải   | Không trao giải | [ 21 ] [ 22 ] |
| Album được yêu thích      | Ký ức của mưa     | Bảo Thy         | [ 21 ] [ 22 ] |
| Album ấn tượng            | Mãi mãi bên em    | Dương Triệu Vũ  | [ 21 ] [ 22 ] |
| Top 5                     | Như chưa bắt đầu  | Hoàng Nhật Minh | [ 21 ] [ 22 ] |
| Top 5                     | Tạm biệt tình yêu | Maya            | [ 21 ] [ 22 ] |
| Top 5                     | Cơn say tình ái   | Thu Trang       | [ 21 ] [ 22 ] |
| Ca sĩ trình diễn hay nhất | Dương Triệu Vũ    | Dương Triệu Vũ  | [ 21 ] [ 22 ] |

### Tháng 9
Liveshow thứ 4 được tổ chức tối ngày 13 tháng 9 năm 2010 tại Nhà hát Truyền hình, Đài Truyền hình Thành phố Hồ Chí Minh. Lần thứ 4 liên tiếp hạng mục Album nghệ thuật xuất sắc bị bỏ trống khi không có album nào đạt quá 50% bình chọn của Hội đồng nghệ thuật. Chuyên mục Album đầu tay với khách mời là ca sĩ Đông Nhi với album The First Step và nhóm V-Music với album Ký ức anh và em. Chuyên mục Cận cảnh album là phần giới thiệu về sản phẩm Tìm lại giấc mơ của Hồ Ngọc Hà. Ngoài Hồ Ngọc Hà và Đông Nhi, khách mời của chương trình còn có ca sĩ Hạ Trâm.
| Giải thưởng               | Album                        | Nghệ sĩ đề cử         | Chú thích     |
| ------------------------- | ---------------------------- | --------------------- | ------------- |
| Album nghệ thuật xuất sắc | Không trao giải              | Không trao giải       | [ 11 ] [ 27 ] |
| Album được yêu thích      | Ngôi sao lẻ loi              | Phan Đinh Tùng        | [ 11 ] [ 27 ] |
| Album ấn tượng            | Memorize                     | Phương Uyên - Lê Minh | [ 11 ] [ 27 ] |
| Top 5                     | Hãy yêu dù mất nhau ngày sau | Phạm Huy Du           | [ 11 ] [ 27 ] |
| Top 5                     | Tỳ 10 diop                   | Nguyễn Tỳ Triệu Lộc   | [ 11 ] [ 27 ] |
| Album hòa âm phối khí     | The New Me                   | Thảo Trang            | [ 11 ] [ 27 ] |
| Ca sĩ trình diễn hay nhất | Phương Uyên - Lê Minh        | Phương Uyên - Lê Minh | [ 11 ] [ 27 ] |

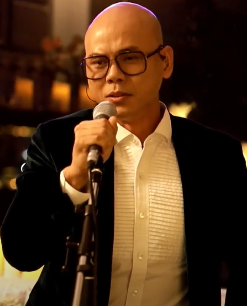
Phan Đinh Tùng

Các đề cử của tháng này được đánh giá chất lượng tốt dù không có album nào giành giải Album nghệ thuật xuất sắc. Album Tỳ 10 diop là sản phẩm đầu tay của Nguyễn Tỳ Triệu Lộc, anh từng giành giải nhì của Ngôi sao tiếng hát truyền hình 2008, album bị cho là rối trong khâu biên tập. Ngôi sao lẻ loi của Phan Đinh Tùng thì quá “dễ nghe” và chưa tạo được nhiều dấu ấn. Hãy yêu dù mất nhau ngày sau là album đầu tay của Phạm Huy Du bị đánh giá là sản phẩm yếu nhất trong số 5 đề cử. Còn album hợp tác cuối cùng của Lê Minh và Phương Uyên (theo tuyên bố của họ) là Memorize lại bị đánh giá là không mới mẻ, ca từ cũng có phần dễ dãi. Album The New Me của Thảo Trang với đa phần là các ca khúc tiếng Anh với hơi hướng R&B bị xem là quá giống các album cũng như phong cách của Rihanna.

### Tháng 10
Liveshow thứ 5 được tổ chức tối ngày 11 tháng 10 năm 2010 tại Nhà hát Truyền hình, Đài Truyền hình Thành phố Hồ Chí Minh. Dạ khúc cho tình nhân 3 - Những bài ca không quên của Đàm Vĩnh Hưng là album đầu tiên tại Album vàng 2010 giành giải Album nghệ thuật xuất sắc tháng sau 4 liveshow liên tiếp không có album đạt giải này. Khách mời của liveshow này là Dương Triệu Vũ, Maya và Thu Thủy.

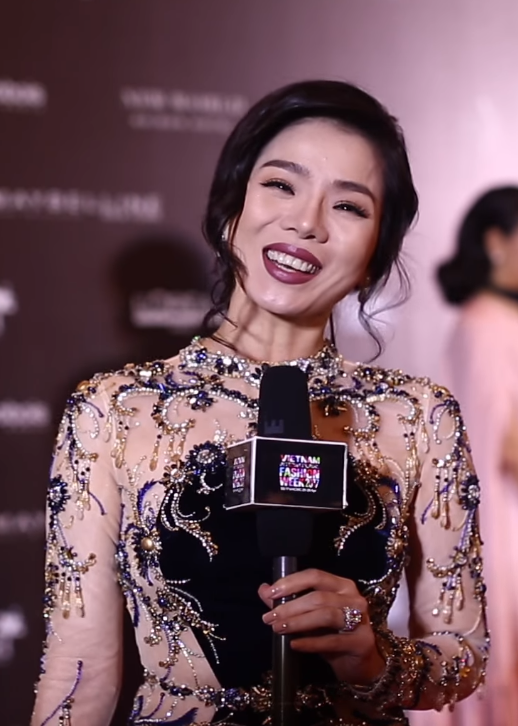
Lệ Quyên

| Giải thưởng               | Album                                             | Nghệ sĩ đề cử | Chú thích     |
| ------------------------- | ------------------------------------------------- | ------------- | ------------- |
| Album nghệ thuật xuất sắc | Dạ khúc cho tình nhân 3 - Những bài ca không quên | Đàm Vĩnh Hưng | [ 10 ] [ 30 ] |
| Album được yêu thích      | Hạnh phúc mong manh                               | Vũ Quốc Việt  | [ 10 ] [ 30 ] |
| Album ấn tượng            | Khúc tình xưa                                     | Lệ Quyên      | [ 10 ] [ 30 ] |
| Top 5                     | The First album                                   | Justin Nguyễn | [ 10 ] [ 30 ] |
| Top 5                     | Tình yêu của mẹ                                   | Thu Trang     | [ 10 ] [ 30 ] |
| Ca sĩ trình diễn hay nhất | Lệ Quyên                                          | Lệ Quyên      | [ 10 ] [ 30 ] |

### Tháng 11
Liveshow thứ 6 được tổ chức tối ngày 8 tháng 11 năm 2010 tại Nhà hát Truyền hình, Đài Truyền hình Thành phố Hồ Chí Minh. Đại diện Hội đồng nghệ thuật gồm hai nhạc sĩ Nguyễn Cường và Trần Tiến cùng nhà báo Cẩm Lệ.
| Giải thưởng               | Album               | Nghệ sĩ đề cử                           | Chú thích     |
| ------------------------- | ------------------- | --------------------------------------- | ------------- |
| Album nghệ thuật xuất sắc | Không trao giải     | Không trao giải                         | [ 31 ] [ 32 ] |
| Album được yêu thích      | Cầu vồng sau mưa    | Cao Thái Sơn                            | [ 31 ] [ 32 ] |
| Album ấn tượng            | Giác quan thứ 6     | Thu Minh                                | [ 31 ] [ 32 ] |
| Top 5                     | Nơi tôi sinh Hà Nội | Minh Quân                               | [ 31 ] [ 32 ] |
| Top 5                     | Ru                  | Xuân Phú                                | [ 31 ] [ 32 ] |
| Album hòa âm phối khí     | Đơn giản            | Baby J Trúc Diễm / Trương Tri Trúc Diễm | [ 31 ] [ 32 ] |
| Ca sĩ trình diễn hay nhất | Minh Quân           | Minh Quân                               | [ 31 ] [ 32 ] |

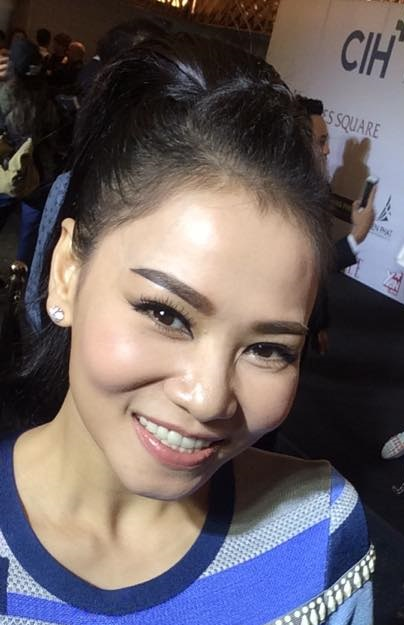
Thu Minh

Dù bị nhạc sĩ Trần Tiến chê tiết mục biểu diễn cùng Hoàng Rapper là quá tệ nhưng người mẫu, hoa hậu Trúc Diễm vẫn giành được giải Album hòa âm phối khí với album đầu tay Đơn giản.
Danh sách ca khúc biểu diễn
(Nguồn:)
| STT | Nhan đề                | Sáng tác         | Thể hiện                | Thời lượng |
| --- | ---------------------- | ---------------- | ----------------------- | ---------- |
| 1.  | "Đơn giản"             | Hoàng Rapper     | Trúc Diễm               |            |
| 2.  | "Đêm trắng"            | Khắc Việt        | Trúc Diễm, Hoàng Rapper |            |
| 3.  | "Giác quan thứ 6"      | Minh Khang       | Thu Minh                |            |
| 4.  | "Những ngày không anh" | Phương Uyên      | Thu Minh                |            |
| 5.  | "Cầu vồng sau mưa"     | Nguyễn Văn Chung | Cao Thái Sơn            |            |
| 6.  | "Yêu thương quay về"   | Minh Vy          | Cao Thái Sơn            |            |
| 7.  | Chưa có tiêu đề        |                  | Xuân Phú                |            |
| 8.  | Chưa có tiêu đề        |                  | Xuân Phú                |            |
| 9.  | Chưa có tiêu đề        |                  | Minh Quân               |            |
| 10. | Chưa có tiêu đề        |                  | Minh Quân               |            |
| 11. | "Sông quê"             | Đinh Trầm Ca     | Nguyên Vũ               |            |
| 12. | "Mơ khúc tương phùng"  | Lam Minh         | Đoan Trang              |            |

### Tháng 12

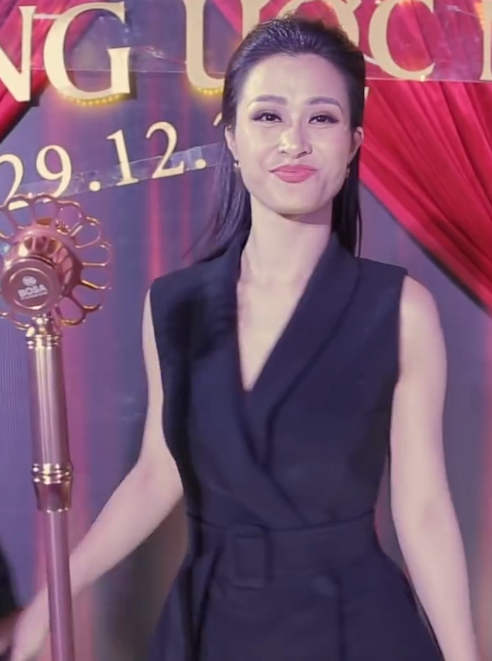
Đông Nhi

Liveshow thứ 7 được tổ chức tối ngày 13 tháng 12 năm 2010 tại Nhà hát Truyền hình, Đài Truyền hình Thành phố Hồ Chí Minh. Ca sĩ khách mời của mục Thời sự âm nhạc là Phương Thanh và Hồ Ngọc Hà, hai nữ ca sĩ cùng giới thiệu về các album mới nhất của mình.
| Giải thưởng               | Album                                                                   | Nghệ sĩ đề cử   | Chú thích     |
| ------------------------- | ----------------------------------------------------------------------- | --------------- | ------------- |
| Album nghệ thuật xuất sắc | Không trao giải                                                         | Không trao giải | [ 35 ] [ 38 ] |
| Album được yêu thích      | Bước đầu tiên / The First Step                                          | Đông Nhi        | [ 35 ] [ 38 ] |
| Album ấn tượng            | Gió lên                                                                 | Cẩm Ly          | [ 35 ] [ 38 ] |
| Top 5                     | Tình ca và tôi                                                          | Vũ Bảo          | [ 35 ] [ 38 ] |
| Album hòa âm phối khí     | Ký ức anh và em                                                         | Nhóm V.Music    | [ 35 ] [ 38 ] |
| Album có ý tưởng thiết kế | Bộ album đôi: Nói với người tình và Giờ tý canh ba – Thương lắm mình ơi | Nguyên Vũ       | [ 35 ] [ 38 ] |
| Ca sĩ trình diễn hay nhất | Cẩm Ly                                                                  |                 | [ 35 ] [ 38 ] |

Danh sách ca khúc biểu diễn
| STT | Nhan đề               | Sáng tác          | Thể hiện     | Thời lượng |
| --- | --------------------- | ----------------- | ------------ | ---------- |
| 1.  | "Đường về miền Trung" | Vũ Quốc Việt      | Nguyên Vũ    |            |
| 2.  | "Mưa trên quê hương"  | Minh Châu         | Nguyên Vũ    |            |
| 3.  | "30 ngày yêu"         | Đông Nhi          | Đông Nhi     |            |
| 4.  | "Tìm anh"             | Đông Nhi          | Đông Nhi     |            |
| 5.  | "Thím Hai lúa"        | Minh Vy           | Cẩm Ly       |            |
| 6.  | Chưa có tiêu đề       |                   | Cẩm Ly       |            |
| 7.  | Chưa có tiêu đề       |                   | V.Music      |            |
| 8.  | Chưa có tiêu đề       |                   | V.Music      |            |
| 9.  | Chưa có tiêu đề       |                   | Vũ Bảo       |            |
| 10. | Chưa có tiêu đề       |                   | Vũ Bảo       |            |
| 11. | "Sao ta lặng im"      | Nguyễn Hồng Thuận | Hồ Ngọc Hà   |            |
| 12. | "Nào có ai biết"      | Đức Trí           | Phương Thanh |            |

### Tháng 1–2 (2011)
Liveshow thứ 8 được tổ chức vào tối ngày 14 tháng 2 năm 2011 tại Nhà hát Truyền hình, Đài Truyền hình Thành phố Hồ Chí Minh. Các khách mời lần này gồm có Quang Dũng, Hồ Quỳnh Hương, Hà Anh Tuấn, Phương Vy và Nathan Lee.
Trước đó, đêm liveshow này được dự tính tổ chức vào ngày 10 tháng 1 năm 2011 với các ca sĩ khách mời là Đan Trường và Minh Chuyên, nhưng đã không diễn ra và được chuyển sang tháng 2; tuy nhiên, đây vẫn được tính là đêm diễn tháng 1 của Album vàng.

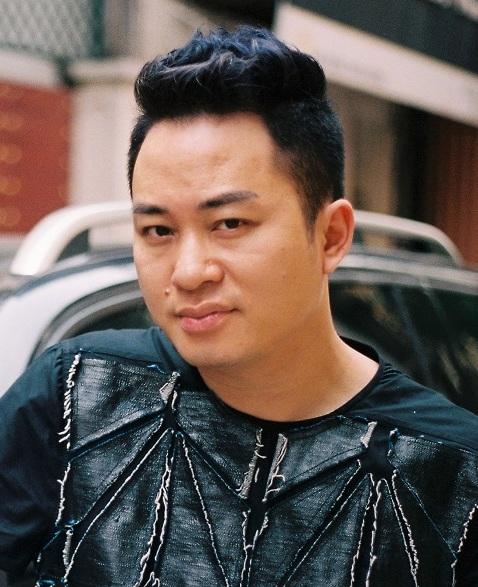
Tùng Dương

| Giải thưởng               | Album            | Nghệ sĩ đề cử   | Chú thích            |
| ------------------------- | ---------------- | --------------- | -------------------- |
| Album nghệ thuật xuất sắc | Li ti            | Tùng Dương      | [ 40 ] [ 45 ] [ 46 ] |
| Album được yêu thích      | Thăng            | WanBi Tuấn Anh  | [ 40 ] [ 45 ] [ 46 ] |
| Album ấn tượng            | Bộ đội           | Thái Thùy Linh  | [ 40 ] [ 45 ] [ 46 ] |
| Top 5                     | Có những giấc mơ | Giang Hồng Ngọc | [ 40 ] [ 45 ] [ 46 ] |
| Top 5                     | Nhìn lại giấc mơ | Nhóm Xband      | [ 40 ] [ 45 ] [ 46 ] |
| Ca sĩ trình diễn hay nhất | Thái Thùy Linh   | Thái Thùy Linh  | [ 40 ] [ 45 ] [ 46 ] |

Danh sách ca khúc biểu diễn
(Nguồn:)
| STT | Nhan đề                | Sáng tác            | Thể hiện                 | Thời lượng |
| --- | ---------------------- | ------------------- | ------------------------ | ---------- |
| 1.  | "Có những giấc mơ"     | Đào Trọng Thịnh     | Giang Hồng Ngọc          |            |
| 2.  | "Hết rồi"              | Phúc Trường         | Giang Hồng Ngọc          |            |
| 3.  | "Dậy mà đi"            | Nguyễn Xuân Tân     | Thái Thùy Linh           |            |
| 4.  | "Hát cho dân tôi nghe" | Tôn Thất Lập        | Thái Thùy Linh           |            |
| 5.  | "Con cò"               | Lưu Hà Anh          | Tùng Dương               |            |
| 6.  | "Liti"                 | Sa Huỳnh            | Tùng Dương               |            |
| 7.  | "Chỉ là giấc mơ"       | Nguyễn Bình (Xband) | Xband                    |            |
| 8.  | "Níu kéo"              | Nguyễn Bình (Xband) | Xband                    |            |
| 9.  | Chưa có tiêu đề        |                     | WanBi Tuấn Anh           |            |
| 10. | Chưa có tiêu đề        |                     | WanBi Tuấn Anh           |            |
| 11. | "Có đôi lần"           | Đức Trí             | Hà Anh Tuấn và Phương Vy |            |
| 12. | "Vị ngọt đôi môi"      | Lê Hựu Hà           | Quang Dũng               |            |
| 13. | "Tình yêu mãi mãi"     | Minh Hà             | Hồ Quỳnh Hương           |            |
| 14. | "Xa tầm với"           | Minh Thụy           | Nathan Lee               |            |

### Tháng 3 (2011)
Liveshow thứ 9 được tổ chức tối ngày 14 tháng 3 năm 2011 tại Nhà hát Truyền hình, Đài Truyền hình Thành phố Hồ Chí Minh. Các ca sĩ Hồ Ngọc Hà, Dương Triệu Vũ, Hiền Thục và Hoàng Rapper là khách mời của liveshow.

Thanh Thảo

| Giải thưởng               | Album             | Nghệ sĩ đề cử   | Chú thích     |
| ------------------------- | ----------------- | --------------- | ------------- |
| Album nghệ thuật xuất sắc | Không trao giải   | Không trao giải | [ 48 ] [ 50 ] |
| Album được yêu thích      | Hoàng tử trong mơ | Thanh Thảo      | [ 48 ] [ 50 ] |
| Album có ý tưởng thiết kế | Hoàng tử trong mơ | Thanh Thảo      | [ 48 ] [ 50 ] |
| Album ấn tượng            | Thức              | Nathan Lee      | [ 48 ] [ 50 ] |
| Top 5                     | Âm                | Trương Lê Sơn   | [ 48 ] [ 50 ] |
| Top 5                     | Hạnh phúc         | Hồ Trung Dũng   | [ 48 ] [ 50 ] |
| Album hòa âm phối khí     | Đôi cánh          | Khởi My         | [ 48 ] [ 50 ] |
| Ca sĩ trình diễn hay nhất | Hồ Trung Dũng     | Hồ Trung Dũng   | [ 48 ] [ 50 ] |

### Tháng 4 (2011)
Liveshow thứ 10 được tổ chức tối ngày 11 tháng 4 năm 2011 tại Nhà hát Truyền hình, Đài Truyền hình Thành phố Hồ Chí Minh. Ca sĩ khách mời lần này là Mỹ Tâm. Liveshow này là lần đầu tiên Album vàng 2010 có hai album được trao giải Album ấn tượng.

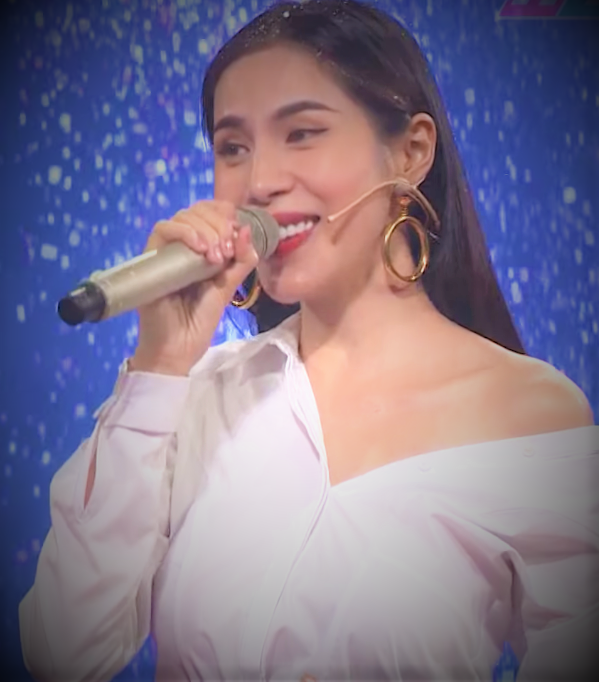
Thủy Tiên

| Giải thưởng               | Album               | Album           | Chú thích     |
| ------------------------- | ------------------- | --------------- | ------------- |
| Album nghệ thuật xuất sắc | Không trao giải     | Không trao giải | [ 51 ] [ 53 ] |
| Album được yêu thích      | Em đã quên          | Thủy Tiên       | [ 51 ] [ 53 ] |
| Album ấn tượng            | Lê Cát Trọng Lý     | Lê Cát Trọng Lý | [ 51 ] [ 53 ] |
| Album ấn tượng            | Đóa hoa nở muộn     | Nguyễn Ngọc Anh | [ 51 ] [ 53 ] |
| Top 5                     | Cảm ơn nhé tình yêu | Nhóm Artista    | [ 51 ] [ 53 ] |
| Top 5                     | Giác quan thứ 6     | Nhật Tinh Anh   | [ 51 ] [ 53 ] |
| Ca sĩ trình diễn hay nhất | Nguyễn Ngọc Anh     | Nguyễn Ngọc Anh | [ 51 ] [ 53 ] |

### Tháng 5 (2011)
Liveshow tháng cuối cùng được tổ chức tối ngày 10 tháng 5 năm 2011 tại Nhà hát Truyền hình, Đài Truyền hình Thành phố Hồ Chí Minh. Nguyên Vũ Special là album thứ 3 và cũng là album cuối cùng đạt giải Album nghệ thuật xuất sắc, mặc dù vậy, sản phẩm của Nguyên Vũ vẫn bị nhận xét là chưa xứng tầm với giải thưởng, đặc biệt khi so với hai Album nghệ thuật xuất sắc các tháng trước là Những bài ca không quên và Li ti. Bản thân Nguyên Vũ cũng có màn biểu diễn chưa thuyết phục trong liveshow. Dù đã nhiều lần tham gia Album vàng nhưng đây là lần đầu tiên Nguyên Vũ giành được giải cao nhất. Các ca sĩ khách mời trong liveshow gồm có Đàm Vĩnh Hưng, Noo Phước Thịnh, Hồ Ngọc Hà và Yến Nhi.
| Giải thưởng               | Album                     | Nghệ sĩ đề cử | Chú thích     |
| ------------------------- | ------------------------- | ------------- | ------------- |
| Album nghệ thuật xuất sắc | Nguyên Vũ Special         | Nguyên Vũ     | [ 55 ] [ 57 ] |
| Album được yêu thích      | Phương Vy 20 + 2          | Phương Vy     | [ 55 ] [ 57 ] |
| Album ấn tượng            | Những câu chuyện tình yêu | Nhóm The Men  | [ 55 ] [ 57 ] |
| Top 5                     | Ngày xa em                | Đình Nguyên   | [ 55 ] [ 57 ] |
| Top 5                     | Dư âm tình yêu            | Nhóm FM       | [ 55 ] [ 57 ] |
| Ca sĩ trình diễn hay nhất | Đình Nguyên               | Đình Nguyên   | [ 58 ]        |

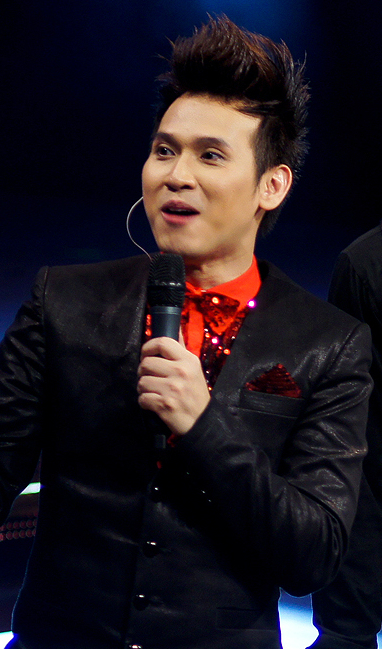
Nguyên Vũ

Danh sách ca khúc biểu diễn
| STT | Nhan đề                 | Sáng tác         | Thể hiện                      | Thời lượng |
| --- | ----------------------- | ---------------- | ----------------------------- | ---------- |
| 1.  | "Xin cho tôi"           | Trịnh Công Sơn   | Phương Vy và mẹ               |            |
| 2.  | "Khúc dương cầm cho em" |                  | Nguyên Vũ                     |            |
| 3.  | "Cuộc tình thứ nhất"    |                  | Nguyên Vũ                     |            |
| 4.  | "Vết thương cuối cùng"  | Diên An          | Đình Nguyên                   |            |
| 5.  | "Một ngày xa xăm"       | Hoài An          | Đình Nguyên                   |            |
| 6.  | "Chờ em trong đêm"      |                  | Nhóm The Men                  |            |
| 7.  | Chưa có tiêu đề         |                  | Nhóm The Men                  |            |
| 8.  | "Hình bóng em"          |                  | Nhóm FM                       |            |
| 9.  | Chưa có tiêu đề         |                  | Nhóm FM                       |            |
| 10. | "Ngày em hát, một ca"   | Hoàng Anh        | Phương Vy                     |            |
| 11. | "Rồi mai tôi đưa em"    | Trường Sa        | Đàm Vĩnh Hưng                 |            |
| 12. | "Nỗi nhớ đầy vơi"       | Nguyễn Hoàng Tôn | Noo Phước Thịnh và Hồ Ngọc Hà |            |
| 13. | "Một ngày"              |                  | Yến Nhi                       |            |

## Trao giải

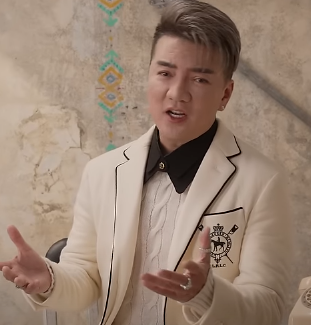
Đàm Vĩnh Hưng

Đêm Gala và Lễ trao giải được tổ chức vào ngày 13 tháng 6 năm 2011 tại Nhà thi đấu Nguyễn Du, Thành phố Hồ Chí Minh. Các ca sĩ có album lọt vào vòng tranh giải chung cuộc sẽ nhận được danh hiệu mang tính chất khích lệ là Top album của năm.
Album vàng 2010 được báo Ngôi Sao nhận xét là "hòa cả làng" khi chỉ có 3 album từng giành giải Album nghệ thuật xuất sắc tháng và những album này lại cùng chia nhau giành Album nghệ thuật xuất sắc năm. Dù trước đấy album Nguyên Vũ Special bị đánh giá là kém xa hai album còn lại. Trong số các giải trao tùy theo phong độ các album đề cử tháng thì chỉ có 4 album nhận giải của năm ở hạng mục Album hòa âm phối khí tốt và 2 album ở hạng mục Album có ý tưởng thiết kế.
| Hạng mục                                  | Album                                             | Ca sĩ                                     | Chú thích                                 |
| Hạng mục do hội đồng nghệ thuật bình chọn | Hạng mục do hội đồng nghệ thuật bình chọn         | Hạng mục do hội đồng nghệ thuật bình chọn | Hạng mục do hội đồng nghệ thuật bình chọn |
| ----------------------------------------- | ------------------------------------------------- | ----------------------------------------- | ----------------------------------------- |
| Album nghệ thuật xuất sắc                 | Li ti                                             | Tùng Dương                                | [ 62 ] [ 12 ]                             |
| Album nghệ thuật xuất sắc                 | Những bài ca không quên (Dạ khúc cho tình nhân 3) | Đàm Vĩnh Hưng                             | [ 62 ] [ 12 ]                             |
| Album nghệ thuật xuất sắc                 | Nguyên Vũ Special                                 | Nguyên Vũ                                 | [ 62 ] [ 12 ]                             |
| Hạng mục do khán giả bình chọn            |                                                   |                                           |                                           |
| Album được yêu thích                      | Em đã quên                                        | Thủy Tiên                                 | [ 62 ] [ 12 ]                             |
| Album được yêu thích                      | Cầu vồng sau mưa                                  | Cao Thái Sơn                              | [ 62 ] [ 12 ]                             |
| Hạng mục khác                             |                                                   |                                           |                                           |
| Album ấn tượng                            | Acous84                                           | Hà Anh Tuấn                               |                                           |
| Album ấn tượng                            | Lê Cát Trọng Lý                                   | Lê Cát Trọng Lý                           | [ 62 ]                                    |
| Album có ý tưởng thiết kế                 | Hoàng tử trong mơ                                 | Thanh Thảo                                | [ 63 ] [ 3 ] [ 64 ]                       |
| Album hòa âm phối khí                     | Ký ức anh và em                                   | V-Music                                   | [ 12 ]                                    |
| Ca sĩ thể hiện thành công                 | Thu Minh                                          | Thu Minh                                  | [ 62 ]                                    |
| Top album 2010                            | Người thứ 3                                       | Thanh Thảo                                | [ 63 ] [ 64 ]                             |
| Top album 2010                            | Made in Mai Khoi                                  | Mai Khôi                                  | [ 63 ] [ 64 ]                             |
| Top album 2010                            | Hà Nội trong tôi                                  | Quang Hà                                  | [ 63 ] [ 64 ]                             |
| Top album 2010                            | Ký ức của mưa                                     | Bảo Thy                                   | [ 63 ] [ 64 ]                             |
| Top album 2010                            | Mãi mãi bên em                                    | Dương Triệu Vũ                            | [ 63 ] [ 64 ]                             |
| Top album 2010                            | Giác quan thứ 6                                   | Thu Minh                                  | [ 63 ] [ 64 ]                             |
| Top album 2010                            | Bước đầu tiên                                     | Đông Nhi                                  | [ 63 ] [ 64 ]                             |
| Top album 2010                            | Thăng                                             | Wanbi Tuấn Anh                            | [ 63 ] [ 64 ]                             |
| Top album 2010                            | Thức                                              | Nathan Lee                                | [ 63 ] [ 64 ]                             |
| Top album 2010                            | Đóa hoa nở muộn                                   | Nguyễn Ngọc Anh                           | [ 63 ] [ 64 ]                             |

Lê Cát Trọng Lý

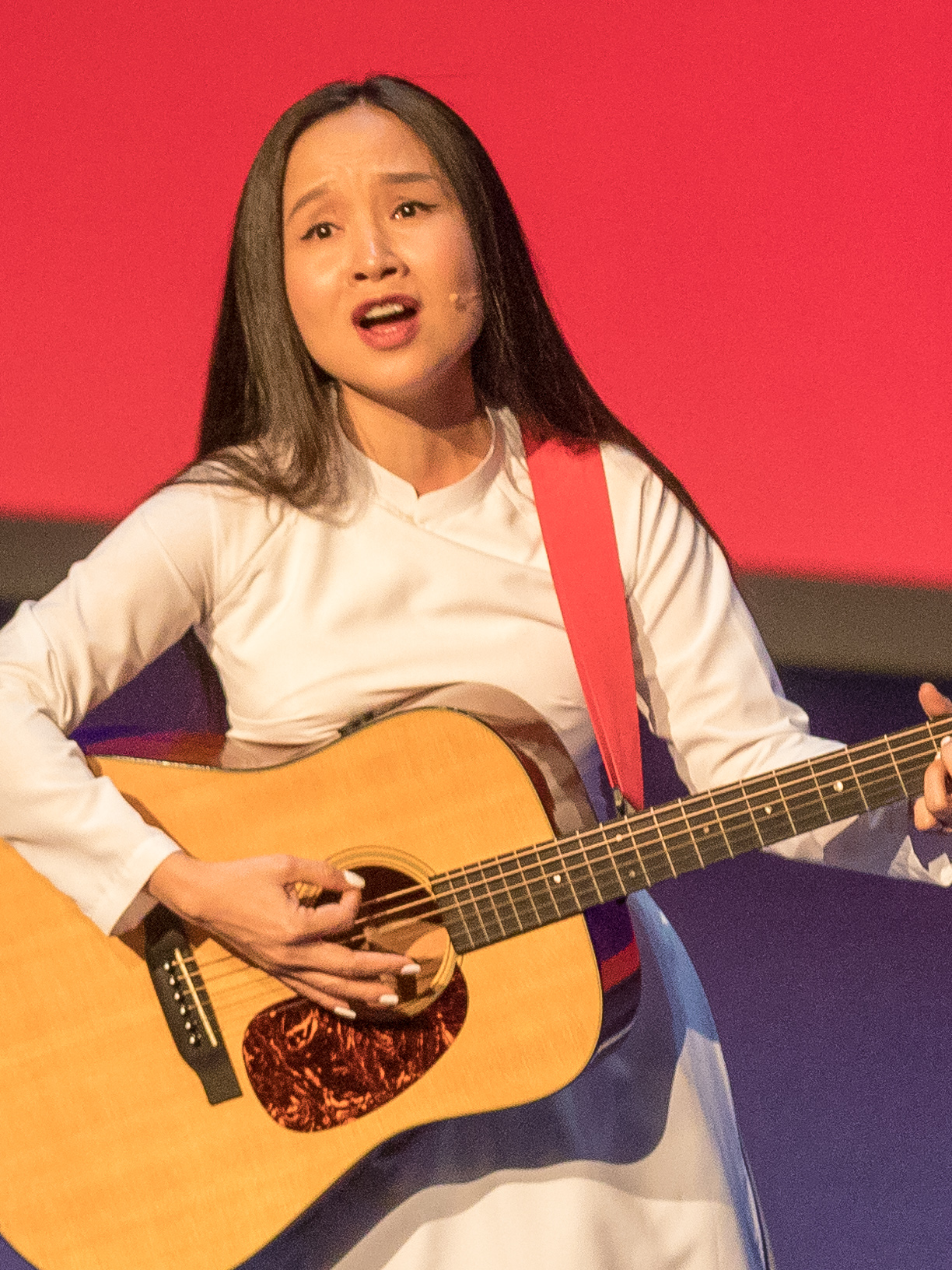
Mai Khôi

Một sự vinh danh với tên gọi Album nhạc quê hương đất nước có giá trị nhân văn và nghệ thuật đã được trao tặng cho Đàm Vĩnh Hưng, Mai Khôi và Quang Hà.

### Các ca khúc biểu diễn
(Nguồn:)
| STT | Nhan đề                                    | Sáng tác                                                          | Thể hiện                      | Thời lượng |
| --- | ------------------------------------------ | ----------------------------------------------------------------- | ----------------------------- | ---------- |
| 1.  | "Liên khúc: Một ngày màu đông (gồm 4 bài)" |                                                                   | Nathan Lee và Thu Minh        |            |
| 2.  | "Một ngày màu đông"                        | Bảo Chấn                                                          | Nathan Lee và Thu Minh        |            |
| 3.  | "Liên khúc: Nhớ mùa thu Hà Nội, Việt Nam"  | Trịnh Công Sơn, Mai Khôi                                          | Quang Hà, Mai Khôi            |            |
| 4.  | "Dậy mà đi"                                | Nguyễn Xuân Tân                                                   | Thái Thùy Linh                |            |
| 5.  | "Tình yêu tôi hát"                         | Việt Anh                                                          | Cao Thái Sơn và Ngọc Anh      |            |
| 6.  | "Lúng ta lúng túng"                        | Sa Huỳnh                                                          | Tùng Dương và Lê Cát Trọng Lý |            |
| 7.  | "Con cò"                                   | Lưu Hà An                                                         | Tùng Dương                    |            |
| 8.  | "Liên khúc: Quê hương, Phượng hồng"        | (lần lượt) Giáp Văn Thạch, Đỗ Trung Quân; Vũ Hoàng, Đỗ Trung Quân | Đàm Vĩnh Hưng                 |            |
| 9.  | "Khúc dương cầm cho em"                    | Khánh Đơn                                                         | Nguyên Vũ                     |            |
| 10. | "Yêu đời"                                  | Nguyễn Dân                                                        | Phương Vy và Dương Triệu Vũ   |            |
| 11. | "Việt Nam 2020"                            | Đàm Vĩnh Hưng                                                     | Dương Triệu Vũ                |            |

## Đón nhận
Sau lễ trao giải, ca sĩ Thái Thùy Linh đã lên tiếng không đồng tình với kết quả và cơ cấu giải khi có 10 album đạt "Top của năm" và 3 album giành giải cao nhất. Cô cũng tỏ ra hoang mang khi có tin đồn mình bị Hội đồng nghệ thuật đánh trượt giải phụ Album nhạc quê hương đất nước có giá trị nhân văn và nghệ thuật vào phút cuối. Trong đêm trao giải tháng 2 cô biểu diễn trên sân khấu với ca khúc cách mạng Dậy mà đi do Hội đồng nghệ thuật chỉ định, sau buổi diễn này cô được Ban Tổ chức yêu cầu thay quân phục rằn ri vì được cho là giống quân phục của lính Mỹ, khiến cô phải tìm gấp trang phục thay thế, trong khi bộ đồ cô sử dụng được một chiến sĩ Lục quân Quân đội nhân dân Việt Nam tặng, bên trong vẫn còn ghi tên tuổi và đơn vị. Album nhạc cách mạng của cô cũng được phát hành 5 tháng trước khi sự kiện nhạy cảm là cuộc tranh chấp Biển Đông năm 2011 xảy ra.
Sau 4 mùa tổ chức, Album vàng được cho là vẫn chưa tạo được sức ảnh hưởng khi các album giành giải hay có đề cừ không đồng nghĩa chúng được đón nhận và bán chạy nhất tháng/năm hay có giá trị nghệ thuật. Ban tổ chức còn thụ động khi chỉ nhận các album được nghệ sĩ đưa đến đề cử, có những album có tiếng vang nhưng không xuất hiện trong chương trình.